# Diomedes (imię)
Diomedes – imię męskie pochodzenia greckiego, oznaczające "wymyślony przez Zeusa", złożone z członów Dios (Διος) o znaczeniu "Zeusa" i medomai (μηδομαι) – "myśleć". Jest to imię postaci z mitologii greckiej, a w Kościele katolickim patronem tego imienia jest św. Diomedes, zm. w 305 roku (i inni święci).
Diomedes imieniny obchodzi 16 sierpnia i 10 września.
Diomedes w innych językach:
- rosyjski – Диомид, Демид[1] (Diomid, Demid).

Znane osoby noszące imię Diomedes:
- Diomid (Dziuban) (ur. 1961) – były rosyjski biskup prawosławny